# Lars Ahlfors
Lars Valerian Ahlfors, född 18 april 1907 i Helsingfors, död 11 oktober 1996 i Pittsfield, Massachusetts, USA, var en finländsk matematiker och en av de två första vinnarna av Fieldsmedaljen. Samtidigt med Ahlfors fick amerikanen Jesse Douglas medaljen.
Ahlfors, som var son till ingenjör Axel Ahlfors, inledde sina studier 1924 vid Helsingfors universitet under Rolf Nevanlinna och Ernst Lindelöf och tog sin examen där 1928. På hösten samma år följde han med sin lärare Nevanlinna till Zürich och Eidgenössische Technische Hochschule Zürich. I Zürich kom Ahlfors i kontakt med funktionsteori och han började arbeta på egen hand med komplex analys.
1929 återvände Ahlfors till Finland och började undervisa på Åbo akademi. I Åbo skrev han sin doktorsavhandling och han avlade filosofie doktorsexamen 1930.

## Karriär
Mellan 1935 och 1938 undervisade Ahlfors på Harvard University och återvände sedan till Finland för att arbeta vid Helsingfors universitet. På grund av kriget flyttade han 1944 istället till ETH Zürich i Schweiz där han blev professor. Han trivdes dock inte i Schweiz och flyttade 1946 tillbaka till Harvard, där han från 1964 innehade Grausteinprofessuren i matematik fram till sin pension 1977.
Ahlfors lärobok Complex Analysis från 1953 är ett standardverk inom komplex analys. Han skrev flera andra viktiga böcker, till exempel Riemann surfaces (1960) och Conformal invariants (1973). Ahlfors forskning behandlade komplex analys och han gjorde viktiga bidrag rörande bland annat Riemannytor, konform geometri, meromorfiska kurvor och kvasikonforma avbildningar.
För sin forskning belönades han förutom med Fieldsmedaljen 1936 även med Wolfpriset 1981. Han invaldes 1964 som utländsk ledamot av Kungliga Vetenskapsakademien.
En del av de doktorander som Ahlfors handledde har senare blivit kända namn, som Dale Husemoller, Paul Garabedian, Albert Marden, Halsey Royden, Robert Osserman, George Springer och Henry Otto Pollak.

## Privatliv
1933 gifte han sig med Erna Lehnert, en österrikiska som hade kommit med sina föräldrar till Sverige och sedan till Finland. De hade tre döttrar. Ahlfors dog av lunginflammation den 11 oktober 1996 i Pittsfield, Massachusetts.